# Waltraud Markmann Kawinski
Waltraud Markmann Kawinski (* 3. August 1931 in Düsseldorf; † 25. November 2012 in Linz am Rhein) war eine deutsche Malerin, Grafikerin und Schriftstellerin. Sie wirkte auch unter dem Pseudonym WaMaKa.

## Leben und Werk
Waltraud Markmann Kawinski studierte von 1947 bis 1953 freie Malerei an der Kunstakademie Düsseldorf bei Otto Pankok sowie von 1973 bis 1977 freie Grafik an der Fachhochschule Köln. Ihr Werk umfasst Holzschnitte, Lithografien, Zeichnungen, Radierungen, Aquarelle, Ölbilder und Acrylbilder sowie diverse Bücher und Texte.